# Dibolia cynoglossi
Dibolia cynoglossi es una especie de insecto coleóptero de la familia Chrysomelidae. Fue descrita científicamente en 1803 por Koch.